# Орципреналін
Орципреналін (англ. Orciprenaline, лат. Orciprenalinum) — синтетичний препарат, що належить по хімічній структурі до фенілзаміщених β-аміноспиртів, та застосовується як місцево (інгаляційно), так і перорально та парентерально. Орципреналін належить до групи неселективних бета-2-адреностимуляторів, та переважно впливає на β-адренорецептори бронхів та у значно меншому ступені на β-адренорецептори інших органів. Орципреналін розроблений у лабораторії компанії «Boehringer Ingelheim» та допущений до клінічного використання під торговою маркою «Алупент». Натепер застосування препарату обмежене у зв'язку із нижчою ефективністю та більшою кількістю побічних ефектів у порівнянні із селективними β2-адреноміметиками.

## Фармакологічні властивості
Орципреналін — синтетичний препарат, що є по хімічній структурі фенілзаміщеним β-аміноспиртом та належить до групи неселективних бета-2-адреностимуляторів. Механізм дії препарату полягає у стимуляції β-адренорецепторів, переважно тих, що знаходяться у гладкій мускулатурі бронхів та міометрію шляхом активації внутрішньоклітинної аденілатциклази, яка утворює комплекс із G-протеїном, під впливом якого підвищується утворення циклічного АМФ та стимуляція протеїнкінази типу А, що призводить до розслаблення гладкої мускулатури внутрішніх органів. По хімічному складу та фармакологічним властивостям близький до іншого неселективного β-адреностимулятора ізопреналіну, та, хоча має у 10—40 разів меншу активність та повільніший початок дії у порівнянні з ізопреналіном, при застосуванні орципреналін має більшу спорідненість до адренорецепторів бронхів та меншу — до адренорецепторів міокарду та кровоносних судин, має більшу тривалість дії та вищу біодоступність при пероральному застосуванні, а також викликає менше побічних ефектів, ніж ізопреналін. Орципреналін має виражену бронхолітичну дію, яка спостерігається як при інгаляційному, так і при інших шляхах застосування препарату. Під впливом орципреналіну зменшується виділення медіаторів запалення із опасистих клітин (у тому числі виділення гістаміну та лейкотрієнів), зменшується проникність капілярів (що сприяє попередженню розвитку набряку слизової оболонки бронхів) та модуляція вироблення слизу бронхіальними залозами, що призводить до оптимізації мукоциліарного кліренсу, а також покращує роботу дихальних м'язів. Препарат також має токолітичну дію, що призводить до зниження тонусу і розслаблення гладких м'язів матки, та застосовується при загрозі передчасних родів. У порівнянні із селективними β2-адреностимуляторами орципреналін має значно нижчу спорідненість до β2-адренорецепторів бронхів (у 1300 разів нижчу в порівнянні із сальбутамолом) та меншу ефективність при застосуванні у пульмонології у порівнянні з селективними β2-адреностимуляторами. Орципреналін також більше, ніж селективні β2-адреностимулятори, впливає на адренорецептори міокарду, що призводить до покращення скоротливої функції міокарду без суттєвого впливу на частоту серцевих скорочень та величину артеріального тиску. При тривалому застосуванні орципреналіну спостерігається розвиток толерантності до препарату, а при застосуванні значно вищих від середньотерапевтичних доз препарату різко зростає ймовірність важких побічних ефектів, у тому числі пов'язаних із активацією адренорецепторів міокарду (у тому числі тахікардію, явища ішемії міокарду, гіпотензію, частіше при внутрішньовенному введенні препарату), а також можливість виникнення ефекту «рикошету» — посилення бронхоспазму при перевищенні середньотерапевтичної дози препарату або занадто частому застосуванні.

### Фармакокінетика
Орципреналін добре всмоктується та розподіляється в організмі як після перорального, так і після парентерального застосування, біодоступність препарату складає 10% при пероральному застосуванні (згідно деяких джерел 40—44%) та 100% при парентеральному введенні. Після перорального прийому поява орципреналіну в крові спостерігається за 15 хвилин після прийому, максимальна концентрація в крові досягається протягом 1 години. Після внутрішньовенної ін'єкції дія препарату починається через 10 хвилин після введення та триває 4—6 годин. При інгаляційному застосуванні біодоступність орципреналіну складає 3%. Дія препарату при інгаляційному застосуванні розпочинається за 1 хвилину після застосування, із розвитком ефекту за 15—30 хвилин та досягненням максимального ефекту за 1 годину та тривалістю ефекту 4—5 годин. Орципреналін створює високі концентрації в більшості органів та проходить через плацентарний бар'єр, даних за виділення препарату в грудне молоко немає. Метаболізується препарат у печінці з утворенням неактивних метаболітів. Виводиться сальбутамол із організму переважно із калом, частково виводиться із сечею. Період напіввиведення препарату складає 4—6 годин.

## Показання до застосування
Орципреналін застосовується при бронхіальній астмі, хронічному обструктивному захворюванні легень, емфіземі легень та інших захворюваннях, що супроводжуються бронхоспазмом, переважно інгаляційно, як у дорослих, так і дітей. За необхідності прийому підтримуючих доз орципреналіну при бронхообструктивних захворюваннях препарат застосовується перорально, а для швидкого зняття приступу бронхіальної астми може застосовуватися внутрішньовенно, внутрішньом'язово та підшкірно. В акушерській практиці застосовується переважно внутрішньовенно при загрозі передчасних пологів. Орципреналін може застосовуватися при порушеннях атріовентрикулярної провідності та для профілактики приступів Морганьї-Едемса-Стокса (при самому приступі орципреналін неефективний), інших брадиаритміях та при інтоксикації серцевими глікозидами, хоча при застосуванні при кардіологічних захворюваннях менш ефективний, чим ізопреналін.

## Побічна дія
При застосуванні орципреналіну можуть спостерігатися наступні побічні ефекти:
- Алергічні реакції — рідко (менше 0,01%) висипання на шкіри, кропив'янка, гіпергідроз, набряк слизової оболонки ротової порожнини, колапс з артеріальною гіпотензією.
- З боку травної системи — нечасто нудота, блювання, неприємний смак у роті при інгаляційному застосуванні препарату.
- З боку нервової системи — частіше тремор кінцівок, загальна слабість, неспокій, збудження, судоми м'язів; рідко головний біль.
- З боку дихальної системи — частіше кашель; дуже рідко парадоксальний бронхоспазм, посилення задишки; при тривалому застосуванні дуже рідко спостерігається деструкція війчастого епітелію бронхів.
- З боку серцево-судинної системи — рідко аритмії, тахікардія, артеріальна гіпертензія або гіпотензія, явища ішемії міокарду (частіше при парентеральному застосуванні).

## Протипокази
Орципреналін протипоказаний при підвищеній чутливості до препарату, гіпертрофічній кардіоміопатії, при некоригованій артеріальній гіпертензії, тиреотоксикозі, вираженій серцевій недостатності та вадах серця, при тахікардії та тахіаритміях, глаукомі. З обережністю застосовується препарат при астматичному статусі та важкій дихальній недостатності. Орципреналін не застосовується одночасно з бета-блокаторами у зв'язку із антагонізмом їх дії, а також із іншими адреностимуляторами у зв'язку із збільшенням ризику побічних ефектів. Препарат не застосовується із трициклічними антидепресантами та інгібіторами моноамінооксидази у зв'язку із ризиком розвитку гіпотонії. При вагітності та у період годування грудьми препарат застосовують по життєвих показах.

## Форми випуску
Орципреналін випускається у вигляді таблеток по 0,02 г; дозованого аерозолю у балонах по 20 мл на 400 доз та ампул по 1 мл 0,05% розчину. Реєстрація препарату в Україні закінчилась у червні 2014 року.